# Neptis flavimacula
Neptis flavimacula är en fjärilsart som beskrevs av Jackson 1951. Neptis flavimacula ingår i släktet Neptis och familjen praktfjärilar. Inga underarter finns listade i Catalogue of Life.